# Magnus I van Noorwegen
Magnus I Olavson (ca. 1024 – 25 oktober 1047), bijgenaamd Magnus de Goede, was koning van Noorwegen van 1035 tot 1047 en koning van Denemarken van 1042 tot 1047.
Magnus was de zoon van koning Olaf II van Noorwegen (de heilige Olaf), die de Noren tegen hun zin tot het christendom probeerde te bekeren. In 1028 moest Magnus samen met zijn vader uit Noorwegen vluchten naar Rusland. In 1035, na de dood van Knoet de Grote, riepen de Noorse edelen, die geen zin meer hadden om door de Denen geregeerd te worden, Magnus terug en werd hij uitgeroepen tot koning van Noorwegen.
Daarnaast werd Magnus verkozen tot koning van Denemarken na de dood van de Deense koning Hardeknoet in 1042. Sven Estridsen maakte echter ook aanspraak op de Deense troon en kwam in opstand tegen Magnus. Het conflict om Denemarken duurde voort tot Magnus' neef Harald Hardråde in 1045 terugkwam uit ballingschap, beladen met goud dat hij had vergaard tijdens zijn tijd als huursoldaat in het Byzantijnse Rijk. Magnus zag Harald als een grote bedreiging en besloot om de Noors-Deense troon met hem te delen. De twee koningen trokken nu samen ten strijde tegen Sven Estridsen, die uit Denemarken werd verdreven.
Een jaar later, in 1047, stierf Magnus na een val van zijn paard. De omstandigheden rond zijn dood zijn nogal onduidelijk; indertijd werd algemeen aangenomen dat hij door Harald was vermoord. Op zijn sterfbed deelde Magnus zijn koninkrijk: Harald kreeg de troon van Noorwegen, terwijl Sven koning van Denemarken werd.
De lijn van Olaf II eindigde met Magnus, maar kwam weer aan de macht in 1280, toen Erik II, een afstammeling van Magnus' zuster, koning werd. Ook James I van Engeland stamt af van Magnus, via een kleindochter van Magnus die met de jarl (graaf) van Orkney trouwde.
Magnus ligt begraven in de Nidaros-domkerk in Trondheim.
De Heimskringla van Snorri Sturluson, een 13e-eeuwse historie van de Noorse koningen, bevat een saga over Magnus.
|  |  |